# Vincent Chriqui
Pour les articles homonymes, voir Chriqui.
Vincent Chriqui, né le 2 décembre 1971 à Rueil-Malmaison, est un homme politique français.
Maire de Bourgoin-Jallieu depuis 2014, membre de l'Union pour un mouvement populaire devenu Les Républicains, il dirige la campagne présidentielle de François Fillon en 2017.

## Biographie
Isérois d’origine (ses grands-parents ont vécu à Meylan ; sa mère est née à Grenoble), Vincent Chriqui est ancien élève de l'École polytechnique (promotion X1991), diplômé de l'École nationale de la statistique et de l'administration économique, et ancien élève de l'École nationale d'administration (promotion Marc-Bloch, 1997), de laquelle est également issu Édouard Philippe,.
Il a une longue carrière au sein des cabinets ministériels : conseiller budgétaire de François Fillon, ministre des Affaires sociales (2002-2004) puis de l’Éducation nationale (2004-2005) ; ensuite directeur de cabinet de Gérard Larcher, ministre délégué au Travail (2005-2007) ; et conseiller parlementaire de François Fillon lorsque celui-ci était Premier ministre. 
De 2010 à 2013, il est directeur général du Centre d’analyse stratégique,. Il rejoint ensuite la Cour des comptes, puis le conseil général de l’économie du ministère des Finances.

### Carrière politique
Parallèlement à ses activités ministérielles, il s'engage en politique comme conseiller municipal aux côtés de Gilles Carrez dans la ville du Perreux-sur-Marne.
En 2008, il est candidat à l'élection municipale de Champigny-sur-Marne, où il sera chef de file de l'opposition durant deux ans. 
Lors de l'élection régionale de 2010 en Rhône-Alpes, il est en 3e position sur la liste UMP menée par Fabrice Marchiol dans le département de l'Isère. Il est élu conseiller régional de Rhône-Alpes et siège dans l'opposition à Jean-Jack Queyranne. 
Lors des élections législatives de 2012 dans l'Isère, il est candidat investi par l'UMP dans la 10e circonscription dont le chef-lieu est la ville de Bourgoin-Jallieu. Il s'incline de justesse au second tour face à la candidate du Parti socialiste Joëlle Huillier avec 49,02 % des voix.
Il parvient toutefois à s'imposer dans le paysage politique du Nord-Isère en étant élu maire de Bourgoin-Jallieu à l'occasion des élections municipales de 2014. Sa liste remporte l'élection dans le cadre d'une quadrangulaire avec 47 % des voix. Il est élu maire par le conseil municipal le 4 avril suivant.
Un an plus tard, il est candidat aux élections départementales dans l'Isère sur le nouveau canton de Bourgoin-Jallieu. Il est candidat en binôme avec Évelyne Michaud, maire UDI de Saint-Savin. Ils affrontent l'ancien maire et conseiller général sortant PS Alain Cottalorda. Cependant, ils gagnent au second tour contre le binôme du Front national avec 66,62 % des voix. Il n'intègre pas l'exécutif départemental, préférant se consacrer à ses autres mandats.
La victoire de François Fillon à la primaire de la droite et du centre de 2016 lui procure une grande visibilité médiatique. Après avoir été mandataire financier du candidat à la présidentielle, il devient son directeur de la campagne à la suite de la démission de Patrick Stefanini, alors qu'il est trésorier de Force républicaine.
Il est investi par son parti les Républicains pour être à nouveau candidat lors des élections législatives de 2017 sur la 10e circonscription de l'Isère lors de laquelle il est éliminé dès le premier tour, en ne recueillant que 15,40% des suffrages.
À la suite du retrait de François Fillon de la vie politique, il prend, avec Bruno Retailleau, la direction de Force républicaine, organisation dans laquelle il exerce un temps la fonction de secrétaire général.
Il est réélu maire de Bourgoin-Jallieu lors des élections municipales de 2020 avec plus de 42 % voix au second tour face à une liste d’union de la gauche et une liste soutenue par La République en Marche.
En mars 2021, il rejoint l'équipe de campagne de Xavier Bertrand pour l'élection présidentielle de 2022 : il est chargé d'animer une douzaine de groupes de travail afin de construire le programme du candidat. Il annonce alors qu'il quitte son poste au conseil général de l’économie du ministère des Finances.
Après la victoire de Valérie Pécresse au congrès des Républicains de 2021, il est nommé directeur de campagne adjoint, chargé du pôle projet.

## Mandats
- 4 avril 2014 : maire de Bourgoin-Jallieu
- 2 avril 2015 : conseiller départemental du canton de Bourgoin-Jallieu
- 16 avril 2014 : premier vice-président délégué aux stratégies métropolitaines et à la prospective de la communauté d'agglomération Porte de l'Isère
- 26 mars 2010 - 13 décembre 2015 : conseiller régional de Rhône-Alpes

## Ouvrage
- À qui profite le libéralisme ?, Paris, Un, 2003 (BNF 38955812).
- Comment sauver la planète sans se priver de tout, JC Lattès, 2021 (BNF 46800778).